# Cagan-Churtej
Cagan-Churtej (rusky Цаган-Хуртэй) je horský hřbet na hranici Zabajkalského kraje a Burjatska v Zabajkalsku v Ruské federaci.
Na jihozápadě hraničí se Zaganským hřbetem a na severovýchodě s Jabloňovým hřbetem. Cagan-Churtej tvoří rozvodí mezi povodím Udy na severu a Chiloku na jihu. Délka je asi 250 km, šířka 30–40 km, nejvyšším vrcholem je Dabata (1581 m).
Cagan-Churtej je tvořen zejména ze žuly, vulkanických a sedimentárních hornin. Podnebí je výrazně kontinentální, dlouhá a studená zima (bez sněhu) a krátké léto. Na svazích převládají smrkové lesy, místy rostou borovice. Nejvyšší vrcholy pokrývá kamenitá tundra.
K fauně tajgových lesů patří sobol, veverka, kuna, zajíc, rys, medvěd, los, jelen, srna a kabar pižmový.
Na jihovýchodním úpatí vede Transsibiřská magistrála a cesta do Čity.